# ارژو
ارژو (به فرانسوی: Orgeux) یک کمون در فرانسه با جمعیت ۴۶۴ نفر است که در Canton of Dijon-1 واقع شده‌است.